# Provincia de Pisco
La provincia de Pisco es una de las cinco que conforman el departamento de Ica en la costa sur del Perú. Limita por el norte con la provincia de Chincha, por el este con el departamento de Huancavelica, por el sur con la provincia de Ica y por el oeste con el océano Pacífico.

## Historia
Anteriormente parte de la provincia de Chincha, la provincia fue creada mediante ley del 19 de octubre de 1900.
La denominación de Pisco proviene de la voz quechua pisqu, que significa 'pájaro' o 'ave'. Y los antiguos pobladores le dieron este nombre debido a la existencia de numerosas aves que hay en el mar tanto en el puerto, en la bahía, península e islas.
Cabe precisar que el 23 de noviembre de 1640, la provincia de Pisco fue fundada por el virrey del Perú Pedro Toledo y Leyva.
Don Fermín Tangüis, personaje de gran relevancia, tanto por su aporte en el campo de la investigación agrícola como para la economía nacional con el reconocido algodón Tangüis. En ese mismo sentido, don Víctor Posso, realizó importante investigación.

## División administrativa
La provincia de Pisco está compuesta por ocho distritos:
- Pisco
- Huancano
- Humay
- Independencia
- Paracas
- San Andrés
- San Clemente
- Túpac Amaru Inca

## Capital

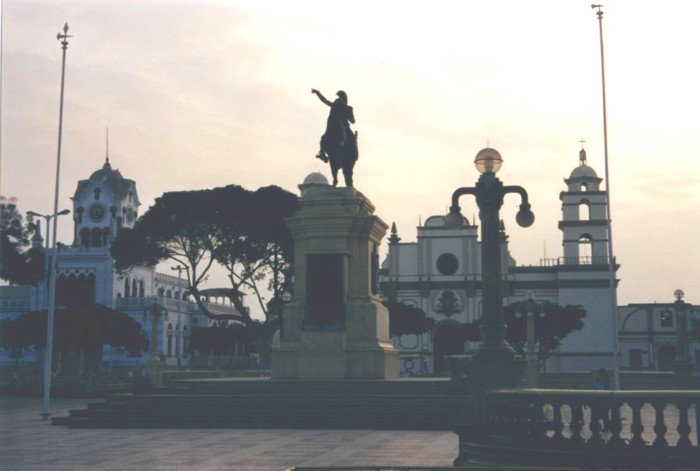
Plaza de Armas

La capital de la provincia es la ciudad de Pisco y está a 231 km al sur de Lima. Pisco fue fundado en 1640. En la actualidad, se encuentra dividido en Pisco Pueblo y Pisco Playa. 
Pisco cuenta con un aeropuerto que actualmente cuenta con un tráfico aéreo regular; teniendo vuelos regulares a la ciudad de Lima y otras ciudades del Perú. Así como también vuelos directos a la ciudad turística del Cusco.
El puerto quedó desactivado para el tráfico marítimo comercial, al ser desplazado por el moderno puerto San Martín, ubicado en la zona norte de la península de Paracas.

## Geografía
La provincia de Pisco tiene la mayor porción de litoral costero de la región Ica. Sobresalen los accidentes costeros de la península de Paracas y las bahías de Paracas e Independencia; lugares donde se encuentra la Reserva Nacional de Paracas.
El río más importante de la provincia es el río Pisco, formando el amplio valle del mismo nombre. El paisaje desértico domina casi toda la zona de la provincia.

## Economía
La provincia de Pisco es muy activa económicamente:
- Agricultura: Destacan principalmente los cultivos de algodón, vid, frutales, maíz y productos de panllevar.

- Pesca: La actividad que emplea a miles de pescadores de las caletas de San Andrés, Paracas, Lagunillas y Laguna Grande. Hay dos formas de pesca; la artesanal y la industrial para las grandes fábricas pesqueras. La maricultura es una actividad paralela a la pesca.

- Industria: En el puerto de Pisco, hay una serie de industrias destacando las fábricas de harina y aceite de pescado, industria textil, química y metalmecánica. Planta de fundición de estaño Minsur y planta siderúrgica de Aceros Arequipa.

## Transporte
Acceso a la carretera Panamericana sur (km 231) desvío de 8 km a la ciudad de Pisco.
Carretera asfaltada hacia Ayacucho (vía los Libertadores), atraviesa el departamento de Huancavelica.

### Aeropuerto internacional de Pisco
El aeropuerto Capitán FAP Renán Elías Olivera está ubicado en el distrito de San Andrés. Es utilizado mayormente para vuelos no regulares hacia las líneas de Nazca, vuelos de instrucción civil y vuelos militares, particularmente de la Fuerza Aérea del Perú. También es usado como aeropuerto alterno para los vuelos que no pueden aterrizar en el aeropuerto internacional Jorge Chávez (Lima).

### Puerto General San Martín
El puerto de Pisco es utilizado principalmente para la exportación de harina de pescado.

## Atractivos turísticos

### Reserva nacional de Paracas
La reserva nacional de Paracas fue creada en 1975 y consta de 335 000 ha que se extienden desde la península de Paracas hasta la punta de Morro Quemado, al sur de la bahía de la Independencia. Paraíso natural de aves migratorias, lobos marinos, pingüinos de Humboldt, flamencos, etc. Importante hábitat natural de las especies marinas.
Hermoso lugar que se puede recorrer en bote y ver el peculiar paisaje marino de la bahía hasta llegar a las islas Ballestas donde hay un sinnúmero de lobos marinos. O si no, recorrer por tierra sus solitarias playas, como Atenas y La Mina, y apreciar los paisajes costeros con curiosas formaciones rocosas.
Muchas veces este paraíso natural se ha visto amenazado por la actitud irresponsable del hombre y por la falta de tino de las empresas pesqueras que operan en el lugar, que muchas veces arrojan sus desperdicios al mar de Paracas.

### Ciudadela de Tambo Colorado
Ubicado en el kilómetro 45 de la vía Los Libertadores, en el distrito de Humay. Centro administrativo Inca, construido durante el reinado del inca Pachacútec. Está en la margen derecha del río Pisco.

### Humay
Pequeño y tranquilo poblado de campesinos, lugar donde nació Luisa de la Torre Rojas, conocida como la Beatita de Humay.

### Museo de SitioJulio C. Tello
A 22 km al sur de la ciudad de Pisco, en el distrito de Paracas. Muestra colecciones de cerámicas, tejidos y utensilios de la Cultura Paracas.

### Balneario de Paracas
Balneario preferido por los pisqueños, playa de mar calmo. Hay servicios de alojamiento, paseo en bote y venta de recuerdos. 

### La Catedral
Ubicado entre las playas Yumaque y Supay dentro de la Reserva, se puede apreciar una peculiar formación rocosa esculpida por la fuerza del viento y del mar.
Luego del terremoto que asoló a la región el 15 de agosto de 2007, gran parte de esta formación colapsó.

### El Candelabro
Enigmática figura trazada en las faldas de un cerro que mira hacia el mar, en la bahía de Paracas. Se le conoce también como Tres Cruces o Tridente y mide más de 120 m de largo.

### Mirador turístico del cerro San Carlos
Se encuentra ubicado en el distrito Túpac Amaru Inca
En el mirador turístico del cerro San Carlos) se podrá apreciar desde este lugar diferentes lugares de la provincia. No solo hacia el mar como hacia el este con todo el valle sino hacia el norte, al distrito de San Clemente, y hacia el sur.

### Laguna de Morón
La laguna de Morón es un oasis de Perú, que se encuentra ubicado cerca del poblado de Bernales, en el distrito de Humay, provincia de Pisco, departamento de Ica.Tiene una extensión de 300 m de largo por 150 m de ancho y 8 m de profundidad. Alberga variedad de flora y fauna como peces y aves.

### El zanjón del diablo
En San Clemente a un costado del puente Huamaní, existe una gran acequia construida en el tizar durante la época del virreinato, utilizando la mano de los esclavos incas. Tiene casi 2 km de longitud, 13 m de ancho y 14 m de profundidad. Tiene un puente y una bóveda con inscripciones propias del siglo XVIII.

## Autoridades

### Regionales
- Consejeros regionales
  - 2019-2022[1]

  1. Cleto Marcelino Rojas Páucar (Movimiento Regional Obras por la Modernidad)
  2. Josué Cama Cordero (Avanza País - Partido de Integración Social)

### Municipales
- 2019-2022[1]
  - Alcalde: Juan Enrique Mendoza Uribe, del Movimiento Regional Obras por la Modernidad.
  - Regidores:

  1. Miguel Ángel Palomino Jáuregui (Movimiento Regional Obras por la Modernidad)
  2. Primitivo Ángulo Contreras (Movimiento Regional Obras por la Modernidad)
  3. Karla Tania Alva Pisconte (Movimiento Regional Obras por la Modernidad)
  4. José Alberto Godoy Galindo (Movimiento Regional Obras por la Modernidad)
  5. Wendy Arlette Penagos Gamboa (Movimiento Regional Obras por la Modernidad)
  6. Jorge Augusto Bravo Basaldua (Movimiento Regional Obras por la Modernidad)
  7. Jesús Walter Olivares Marcos (Movimiento Regional Obras por la Modernidad)
  8. Doornith Marlene Morón Domínguez (Acción Popular)
  9. Estefany Sofía Cárdenas Mere (Acción Popular)
  10. Bertila Mercedes Ferreyra Hernández (Unidos por la Región)
  11. Claudio Pillaca Cajamarca (Avanza País - Partido de Integración Social)